# Kosmos 2225
Kosmos 2225, ruski fotografski izviđački satelit iz programa Kosmos. Vrste je Orlec-1 (Don br. 4L, Jantar FR6). Pripada šestoj generaciji fotoizviđačkih satelita. Za ove se letjelice smatralo da nose filmske kapsule i imaju mogućnost digitalnog prijenosa.
Lansiran je 22. prosinca 1992. godine u 12:00 s kozmodroma Bajkonura u Kazahstanu. Lansiran je u nisku orbitu oko planeta Zemlje raketom nosačem Sojuz-U 11A511U2. Orbita mu je 209 km u perigeju i 294 km u apogeju. Orbitni nagib je 64,90°. Spacetrackov kataloški broj je 22280. COSPARova oznaka je 1992-091-A. Zemlju obilazi za 89,53 minute. Pri lansiranju bio je mase 6500 kg. 
Tijekom misije otpalo je jedan dio koji se vratio u atmosferu, a nešto poslije, 18. veljače 1993. glavni dio satelita ispao je iz orbite.

## Vanjske poveznice
- N2YO.com Search Satellite Database
- Celes Trak SATCAT Format Documentation (engl.)